# Sistemas de producción (administración)
Por sistema de producción se refiere a una serie de elementos organizados, relacionados y que interactúan entre ellos, y que van desde las máquinas, las personas, los materiales, e incluso hasta los procedimientos y el estilo de la administración. Todos esos componentes relacionados hacen que las materias primas y la información que intervenga en el proceso, sea transformada y llegue a ser un producto o servicio terminado, teniendo un resultado de calidad, costo y plazo. El sistema de producción es aquel sistema que proporciona una estructura que agiliza la descripción, la ejecución, y el planteamiento de un proceso industrial. Los administradores de operaciones toman decisiones que se relacionan con la función de operaciones y los sistemas de transformación que se emplean en la empresa. De manera similar, los sistemas de producción tienen la capacidad de involucrar las actividades y tareas diarias de adquisición y consumo de recursos. Estos son sistemas que utilizan los gerentes de primera línea dada la relevancia que tienen como factor de decisión empresarial. El análisis del sistema permite familiarizarse de una forma más eficiente con las condiciones en que se encuentra la empresa en referencia al sistema productivo que se aplica.

## Clasificación de sistemas de producción
Existen diferentes sistemas productivos, pero en la vida real es difícil encontrar un tipo en estado puro, porque suelen ser sistemas híbridos. Tradicionalmente, se distinguen los siguientes tipos de procesos productivos:

### Producción  por proyecto o bajo pedido.
Es el utilizado por la empresa que produce solamente después de haber recibido un encargo o pedido de sus productos. Sólo después del contrato o encargo de un determinado producto, la empresa lo elabora. En primer lugar, el producto se ofrece al mercado. 
El caso más simple de producción bajo pedido es el del taller o de la producción unitaria. Es el sistema en el cual la producción se hace por unidades o cantidades pequeñas, cada producto a su tiempo lo cual se modifica a medida que se realiza el trabajo. El proceso productivo es poco automatizado y estandarizado.
La producción por proyectos se emplea por lo general cuando en el proceso productivo se obtiene uno o pocos productos con un largo periodo de fabricación.
Parte a través de una serie de fases, no se puede iniciar nueva fase, si no se ha concluido la anterior.
La empresa solamente tiende a producir después de haber recibido un encargo o pedido de sus productos.

### Producción por lotes
En la producción por lotes se pueden encontrar 3 tipos:
1. Producción por lotes en talleres o a medida. En este caso el proceso de obtención del producto, requiere un pequeño número de operaciones poco especializadas, las cuales son realizadas por el mismo trabajador o por un grupo de ellos, que se hacen cargo de todo el proceso. El lote suele ser de pocas unidades de un producto y normalmente es diseñado por el cliente.
2. Producción batch (lotes). Se caracteriza por la producción del producto en lotes. Cada lote del producto pasa de una operación o centro de trabajo a otro. En este caso el proceso de obtención del producto requiere más operaciones y estas son más especializadas, con lo que difícilmente un mismo operario podría dominarlas todas. Se denomina también configuración por proceso.
3. Producción en línea. El Flujo en línea se caracteriza por una secuencia lineal de las operaciones. El producto se mueve de una etapa a la siguiente de manera secuencial y de principio a fin. Se trata de la fabricación de grandes lotes en pocos productos diferentes, pero técnicamente homogéneos, usando para ello las mismas instalaciones.

### Producción continua.
Este sistema es el empleado por las empresas que producen un determinado producto, sin cambios, por un largo período. El ritmo de producción es acelerado y las operaciones se ejecutan sin interrupción. Como el producto es el mismo, el proceso de producción no sufre cambios seguidos y puede ser perfeccionado continuamente. Para que el trabajo fluya libremente los tiempos de cada operación deberán de ser de igual longitud. Por lo tanto la inspección deberá realizarse dentro de la línea de producción de proceso, no debiendo tomar un tiempo mayor que el de operación de la unidad. 
Además como el sistema está balanceado cualquier falla afecta no solo a la etapa donde ocurre, sino también a las demás etapas de la línea de producción.

### Producción en masa.
Aunque los sistemas de producción de flujo continuo pueden verse como sistemas de producción en masa, la verdad es que los sistemas de producción en masa trabajan con lotes menores. Esto implica para los propietarios de una planta industrial de este tipo, el montaje de un número indeterminado de componentes individuales y piezas que pueden ser compradas a otras empresas. Dentro de la producción en masa existen tareas automatizadas que le permite sacar mayor volumen de productos utilizando menos mano de obra calificada.

## Sistemas de producción en empresas prestadoras de servicios

### Cuasi-manufactura
La característica distintiva de este modelo es que la producción de bienes ocurre sobre la línea de producción con ninguna participación del cliente en la producción.
Esta situación es la que se vive en los puntos de comidas rápidas en donde se puede enfocar la producción al producto o por procesos, dependiendo de la naturaleza de los bienes a producir. En este caso se presenta un predominio de los bienes físicos sobre los servicios intangibles.

### Cliente como participante
Esta situación se presenta en casos como los cajeros automáticos, las estaciones de gasolina, los almacenes por departamento. La característica distintiva de este esquema es el elevado grado de participación del cliente en el proceso de generación del servicio.

### Cliente como producto
Ejemplos de este esquema son las clínicas médicas y las salas de belleza. Estos esquemas presentan un servicio personalizado y un elevado grado de contacto con el cliente. La característica distintiva de este método es que el servicio se da a través de una atención personal al cliente.

## Clasificación por tipo de proceso de los sistemas de producción
1. Sistemas continuos
Los sistemas productivos de flujo continuo son aquellos en los que las instalaciones se uniforman en cuanto a las rutas y los flujos en virtud de que los insumos son homogéneos, en consecuencia puede adoptarse un conjunto homogéneo de procesos y de secuencia de procesos. Cuando la demanda se refiere a un volumen grande de un producto estandarizado, las líneas de producción están diseñadas para producir artículos en masa. La producción a gran escala de artículos estándar es características de estos sistemas.
2. Sistemas intermitentes
Las producciones intermitentes son aquellas en que las instituciones deben ser suficientemente flexibles para manejar una gran variedad de productos y tamaños. Las instalaciones de transporte entre las operaciones deben ser también flexibles para acomodarse a una gran variedad de características de los insumos y a la gran diversidad de rutas que pueden requerir estos. La producción intermitente será inevitable, cuando la demanda de un producto no es lo bastante grande para utilizar el tiempo total de la fabricación continua. En este tipo de sistema la empresa generalmente fabrica una gran variedad de productos, para la mayoría de ellos, los volúmenes de venta y consecuentemente los lotes de fabricación son pequeños en relación a la producción total. El costo total de mano de obra especializado es relativamente alto; en consecuencia los costos de producción son más altos a los de un sistema continuo.
3. Sistemas modulares
Hace posible contar con una gran variedad de productos relativamente altos y al mismo tiempo con una baja variedad de componentes. La idea básica consiste en desarrollar una serie de componentes básicos de los productos (módulos) los cuales pueden ensamblarse de tal forma que puedan producirse un gran número de productos distintos (por ejemplo, bolígrafos).
4. Sistemas por proyectos
El sistema de producción por proyectos es a través de una serie de fases; en este tipo de sistemas no existe flujo de producto, pero si existe una secuencia de operaciones, todas las tareas u operaciones individuales deben realizarse en una secuencia tal que contribuya a los objetivos finales del proyecto. Los proyectos se caracterizan por el alto costo y por la dificultad que representa la planeación y control administrativo.